# Lista de condes e duques de Montpensier
Esta é uma lista sucessória com todos os detentores dos títulos de senhor, conde ou duque da comuna francesa de Montpensier, desde o século XII até o século XX.
O primeiro senhor de Montpensier foi Guido de Thiers. A última a receber o título de duquesa da comuna foi Maria Teresa de Wurtemberg, em 1984, em caráter de cortesia.

## Senhores

### Casa de Thiers
Originada no século XII; seu primeiro representante foi Guido de Thiers.
- ????-????: Guido de Thiers.
- ????-????: Ágnes de Thiers, filha de Guido. Casou-se em 1145, em primeiras núpcias, com Raimundo de Borgonha, conde de Grignon. Casou-se em 1160, em segundas núpcias, com Humberto IV, senhor de Beaujeu.
- ????-????: Matilda da Borgonha, filha de Agnés. Casara-se em 1169, em segundas núpcias, com Guido I (1148-1176), Conde de Nevers, Auxerre e Tonnerre (1168-1176). Ela era viúva de Odo III, senhor de Issoudon; novamente casou-se, em terceiras núpcias, com Pedro, Conde de Flandres e depois, em quartas núpcias, com Roberto II, conde de Dreux (1154-1218), divorciando-se em 1181. Ela então tornou-se freira, depois de 1210, na abadia de Santa Maria, em York.

### Casa de Beaujeu
- ????-1216: Guiscardo I, senhor de Beaujeu (Guiscardo IV de Beaujeu), filho de Humberto IV e de Ágnes de Thiers. Casou-se em 1197 com Sibila de Hainaut, filha de Balduíno V, conde de Hainaut e de Magarida da Alsácia.
- 1216-1256: Guiscardo II, filho do anterior. Casou-se em 1226 com Catarina de Auvergne, filha de Roberto I, conde de Clermont e delfin[nota 1] de Auvergne e de Alice de Borgonha.
- 1256-1285: Humberto II, filho do anterior. Casou-se em 1276 com Isabela de Melun.
- 1285-1308: Joana, filha do anterior. Casou-se em 1292 com João II, conde de Dreux.

### Casa (Capetiana) de Dreux
- 1308-1329: Roberto V, filho de João II e de Joana de Beaujeu. Casou-se em 1321 com Maria de Enghien.
- 1329-1331: João III, irmão do anterior. Casou-se em 1329 com Ida de Rosny.
- 1331-1345: Pedro, irmão do anterior. Casou-se em 1341 com Isabel de Melun.
- 1345-1346: Joana I de Dreux, filha do anterior.

A morte de Joana representa a última geração de descendentes de Humberto II. Montpensier passa então para os descendentes de um irmão deste, Luís I de Beaujeu. Luís era o pai de Magarida, que casou-se em 1290 com Ebles VIII de Ventadour, com quem teve Bernardo de Ventadour.

### Casa de Ventadour
- 1346-1384: Bernardo de Ventadour. Ele vende o Montpensier a João de França, duque de Berry, filho do rei João II, o Bom, da França. Montpensier é transformado em um município e dado ao filho de João de Berry.

## Condes

### Casa de Berry
- 1386-1401: João II de Berry, filho de João de Berry.

- 1401-1416: João I de Berry,[1] pai do anterior, ficou com o município após a morte do filho.

- 1416-1434: Maria de Berry, duquesa de Auvergne, filha do anterior e de sua primeira mulher, Joana de Armagnac. Casou-se em primeiras núpcias em 1386 com Luís de Châtillon, conde de Dunois. Casou-se em segundas núpcias em 1392 com Filipe de Artois (1358-1397), conde d'Eu. Casou-se em terceiras núpcias em 1401 com João I (1381-1434), duque de Bourbon e conde de Forez.

### Casa de Bourbon
- 1434-1486: Luís I, o Bom, filho de João I de Bourbon e de Maria de Berry. Casou-se em primeiras núpcias em 1428 com Joana, delfine de Auvergne e condessa de Clermont. Casou-se em segundas núpcias o 15 de fevereiro 1442 com Gabriela de La Tour.

- 1486-1496: Gilberto, delfin de Auvergne, filho do anterior e de Gabriela de La Tour. Casou-se em 1481 com Clara Gonzaga de Mantoue.

- 1496-1501: Luís II, filho do anterior.

- 1501-1525: Carlos, o Condestável de Bourbon,[2] irmão do anterior. Casou-se em 1505 com Suzana de Bourbon.

Depois da traição do Condestável de Bourbon, o Montpensier é confiscado, mas restituído em 1539 à irmã do Condestável, transformando-se em um ducado.

## Duques
Em 1538, Luísa de Bourbon-Montpensier tornou-se a primeira Duquesa titular de Montpensier. Luísa casou-se em 1499, em primeiras núpcias, com Andre III de Chauvigny (morto em 1503), príncipe de Déols. Após a morte deste, Luísa casou-se em segundas núpcias com Luís de Bourbon-Vendôme, príncipe da Roche-sur-Yon (1473-1520). De seus descendentes do primeiro casamento, segue a linhagem de Duques de Montpensier, formando a Casa de Bourbon-Montpensier. 
Em 1627, Ana Maria Luísa de Orleães, única neta em linhagem principal de Henrique de Bourbon-Montpensier, conhecida como a Grande Mademoiselle, assume o título de Duquesa de Montpensier. Sem herdeiros diretos, Ana Maria Luísa nomeia como herdeiros universais seus primos da Casa de Orleães. Desta forma, após sua morte em 1695, seu primo em primeiro grau, Filipe de França (1640-1701), chamado de Monsieur, irmão mais novo de Luís XIV, herda o título de Duque de Montpensier. O título passa, então, a ser herança do quarto ramo da Casa de Orleães. 
Até esta data o último orleanista a usar o título de Duque de Montpensier foi Fernando de Orleães (1884-1924), o filho mais jovem de Luís Filipe, Conde de Paris (1838-1894), pretendente à coroa francesa e sobrinho de António de Orléans (1824-1890). Fernando, sobrinho-neto do anterior, morreu sem deixar descendentes em seu domínio de Randan (Puy-de-Dôme).
Em 1984, o título de cortesia de "Duquesa de Montpensier" foi atribuído a Maria Teresa de Wurtemberg, após seu divórcio de Henrique de Orleães, Conde de Paris.
| Nome                                                          | Imagem                                  | Nascimento             | Casamento e descendência                                     | Morte                                               |
| ------------------------------------------------------------- | --------------------------------------- | ---------------------- | ------------------------------------------------------------ | --------------------------------------------------- |
| Luísa 1 de fevereiro de 1538 — 5 de julho de 1561             | Luísa, Duquesa de Montpensier           | 1482                   | Luís de La Roche-sur-Yon 21 de março de 1504 3 filhos        | 5 de julho de 1561 (79 anos, 6 meses e 4 dias)      |
| Luís 5 de julho de 1561 — 23 de setembro de 1582              | Luís, Duque de Montpensier              | 10 de junho de 1513    | Jaqueline de Longwy 1 de agosto de 1538 6 filhos             | 23 de setembro de 1582 (69 anos, 3 meses e 13 dias) |
| Francisco 23 de setembro de 1582 — 4 de junho de 1592         | Francisco, Duque de Montpensier         | c. 1542                | Renata de Anjou-Mézières 1566 1 filho                        | 4 de junho de 1592 (50 anos, 5 meses e 3 dias)      |
| Henrique 4 de junho de 1592 — 27 de fevereiro de 1608         | Henrique, Duque de Montpensier          | c. 1573                | Henriqueta Catarina de Joyeuse 15 de maio de 1597 4 filhos   | 27 de fevereiro de 1608 (35 anos, 1 mês e 26 dias)  |
| Maria 27 de fevereiro de 1608 — 4 de junho de 1627            | Maria, Duquesa de Montpensier           | 15 de outubro de 1605  | Gastão, Duque de Orleães 1 filho                             | 4 de junho de 1627 (21 anos, 7 meses e 20 dias)     |
| Ana Maria Luísa 4 de junho de 1627 — 5 de abril de 1693       | Ana Maria Luísa, Duquesa de Montpensier | 29 de maio de 1627     | Antônio Nompar de Caumont 1680 Sem filhos                    | 5 de abril de 1693 (65 anos, 10 meses e 7 dias)     |
| Filipe 19 de setembro de 1695 — 9 de junho de 1701            | Felipe, Duque de Montpensier            | 21 de setembro de 1740 | Henriqueta Ana da Inglaterra 31 de março de 1661 4 filhos    | 9 de junho de 1701 (-40 anos, 8 meses e 19 dias)    |
| Filipe II 9 de junho de 1701 — 2 de dezembro de 1723          | Filipe II, Duque de Montpensier         | 2 de agosto de 1674    | Francisca Maria de Bourbon 9 de janeiro de 1692 8 filhos     | 2 de dezembro de 1723 (49 anos e 4 meses)           |
| Luís 2 de dezembro de 1723 — 4 de fevereiro de 1752           | Luís d'Orleães, Duque de Montpensier    | 4 de agosto de 1703    | Augusta de Baden-Baden 18 de junho de 1724 2 filhos          | 4 de fevereiro de 1752 (48 anos e 6 meses)          |
| Luís Filipe 4 de fevereiro de 1752 — 18 de novembro de 1785   | Luís Filipe I, Duque de Montpensier     | 12 de maio de 1725     | Luísa Henriqueta de Bourbon 17 de dezembro de 1743 2 filhos  | 18 de novembro de 1785 (60 anos, 6 meses e 6 dias)  |
| Luís Filipe II 18 de novembro de 1785 — 6 de novembro de 1793 | Luís Filipe II, Duque de Montpensier    | 13 de abril de 1747    | Luísa Maria Adelaide de Bourbon 8 de maio de 1768 5 filhos   | 6 de novembro de 1793 (46 anos, 6 meses e 24 dias)  |
| Antônio Filipe 6 de novembro de 1793 — 18 de maio de 1807     | Antônio Filipe, Duque de Montpensier    | 3 de julho de 1775     | — Não se casou.                                              | 18 de maio de 1807 (31 anos, 10 meses e 15 dias)    |
| Antônio 16 de agosto de 1830 — 4 de fevereiro de 1890         | Antônio, Duque de Montpensier           | 31 de julho de 1824    | Luísa Fernanda de Bourbon 10 de outubro de 1846 9 filhos     | 4 de fevereiro de 1890 (65 anos, 6 meses e 4 dias)  |
| Fernando 4 de fevereiro de 1890 — 30 de janeiro de 1924       | Fernando, Duque de Montpensier          | 9 de setembro de 1884  | Maria Isabel de Valdeterrazo 20 de agosto de 1921 Sem filhos | 30 de janeiro de 1924 (39 anos, 4 meses e 21 dias)  |